# HSV Hamburg

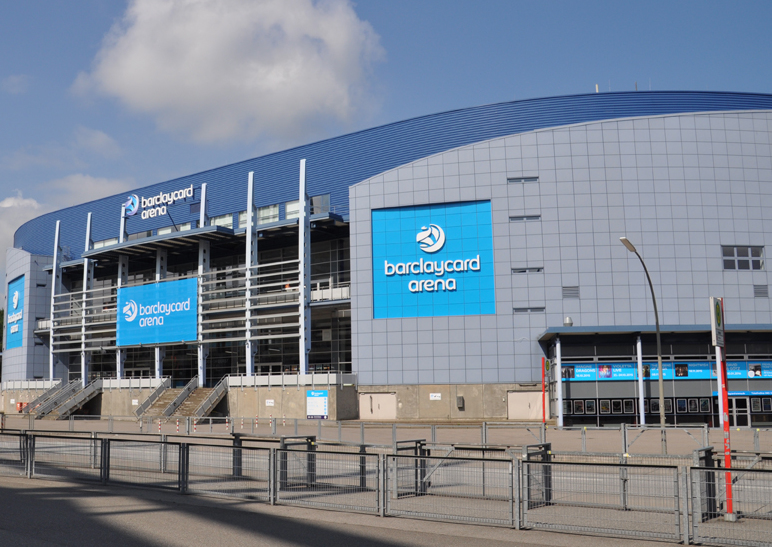
Barclays Arena

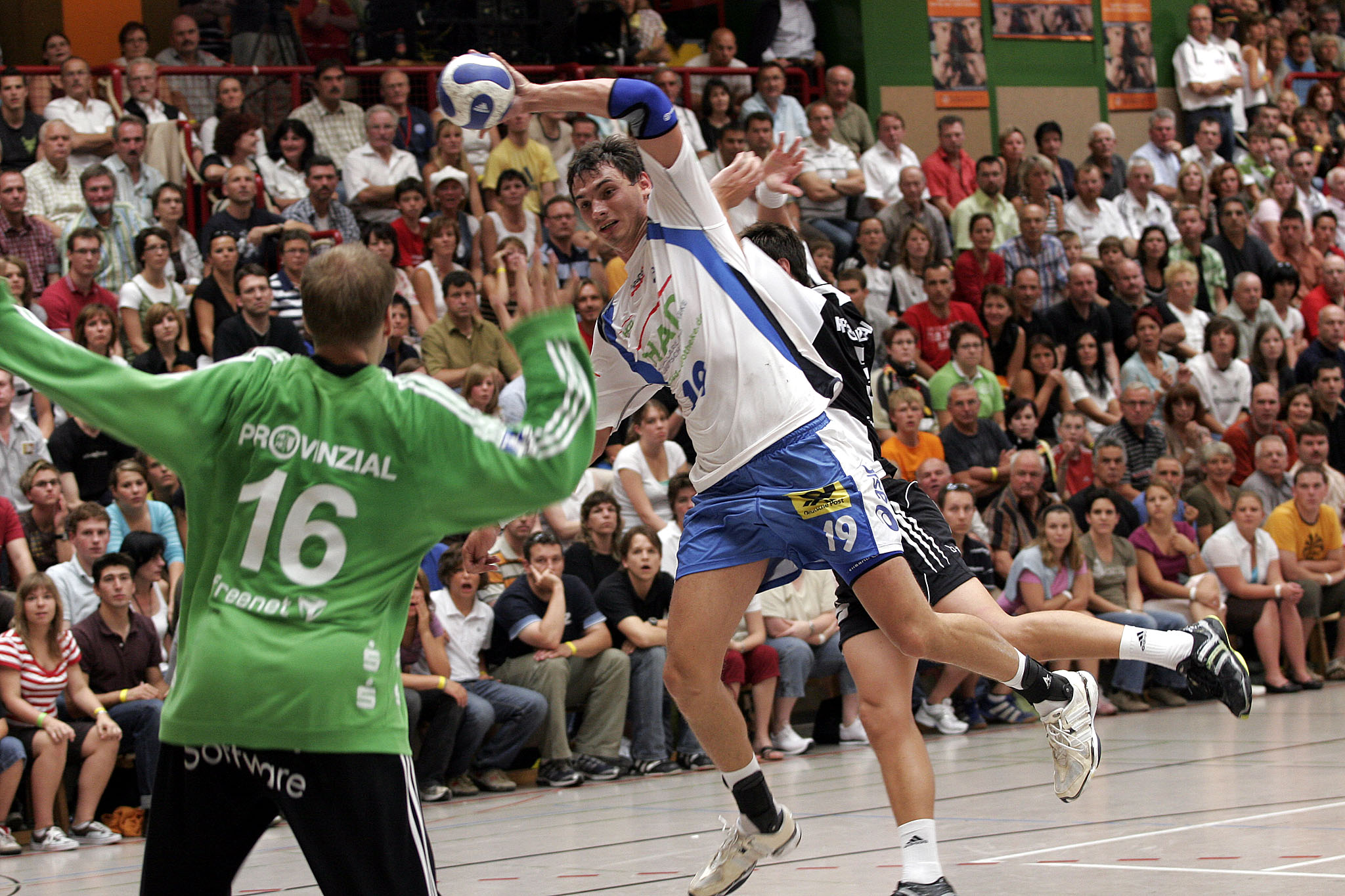
Krzysztof Lijewski w barwach HSV podczas Schlecker Cups 2007 w Ehingen (Donau)

Handball Sport Verein Hamburg – męski, niemiecki klub piłki ręcznej z Hamburga.

## Historia
Założony został w 1999 roku jako HSV Lübeck i przejął licencję na grę w Bundeslidze od VfL Bad Schwartau, z którym tworzył do 2002 roku związek sportowy (SG VfL Bad Schwartau). W 2002 roku HSV opuścił ten związek i przeniósł się do Hamburga. Ze względów komercyjnych klub podpisał umowę z Hamburger SV, która pozwalała, aż do momentu degradacji, na używanie loga klubu piłkarskiego i skrótu HSV. 16 grudnia 2015 roku klub złożył wniosek o upadłość. Rezerwy które w sezonie 2015/16 zdobyły mistrzostwo w Oberliga Hamburg - Schleswig-Holstein stały się pierwszym zespołem i od sezonu 2016/17 występowały w 3. Liga Nord. W sezonie 2017/18 klub awansował do 2. Bundesligi. W 2021 roku klub awansował do Bundesligi.

## Sukcesy
- Mistrzostwa Niemiec:
  -  2011
  -  2004, 2007, 2009, 2010
  -  2008
- Puchar Niemiec: 
  -  2006, 2010
- Superpuchar Niemiec:
  -  2004, 2006, 2009, 2010
- Puchar Europy Zdobywców Pucharów:
  -  2007
- Liga Mistrzów piłkarzy ręcznych:
  -  2013
  -  2011
  - półfinał: 2008, 2009
- Klubowe mistrzostwa Europy:
  -  2007

## Zawodnicy

### Polacy w klubie
| Imię i nazwisko    | Lata gry  |
| ------------------ | --------- |
| Krzysztof Lijewski | 2005-2011 |
| Marcin Lijewski    | 2008-2013 |
| Maciej Majdziński  | 2015-2016 |
| Piotr Grabarczyk   | 2015-2016 |

## Kadra w sezonie 2024/2025
| Bramkarze - 1. Johannes Bitter - ?. Mohamed El-Tayar - ?. Robin Paulsen Haug Lewoskrzydłowi - 6. Casper Ulrich Mortensen Prawoskrzydłowi - 21. Frederik Bo Andersen | Obrotowi - 4. Andreas Magaard - 13. Niklas Weller - 34. Thore Feit Rozgrywający - 7. Leif Tissier - 13. Niklas Weller - 14. Lukas Ossenkopp - 16. Dominik Axmann - 25. Tomislav Severec - 55. Azat Valiullin - 43. |